# ボーン・イン・ザ・U.S.A.
『ボーン・イン・ザ・U.S.A.』 (Born in the U.S.A.) はブルース・スプリングスティーンが1984年に発表したアルバム。

## 概要
ビルボードヒットチャートで全米第1位を獲得、84週連続トップ10入りした。タイトル曲「ボーン・イン・ザ・U.S.A.」は、ベトナム帰還兵の苦悩を題材にしたものだが、同曲の大ヒットは作者の意図に反して、偏ったイメージを広めた。印象的なリフレインと豪快な演奏から、この曲は愛国歌であるという捉え方をされ、共和党の大統領候補レーガンの再選キャンペーンに利用されそうにまでなった。また民主党のモンデール候補も同曲を使用した。なお、スプリングスティーン本人は、熱心な民主党の支持者として有名である。
アルバムの大ヒットは、スプリングスティーンを一躍世界的スターダムに押し上げたが、同時に巨大な名声との格闘を強いることになった。作風は、1987年のアルバム『トンネル・オブ・ラヴ』以降は内省的な趣が強くなっていった。
しかし、1995年の『ザ・ゴースト・オブ・トム・ジョード』は、アメリカの貧困層の現状を訴えた曲やアメリカの軍需産業について考察した曲などが収録されたアルバムとなり、再び政治的な色合いが強くなった。その後のソロ・アコースティック・ツアーでは、「ボーン・イン・ザ・U.S.A.」をアコースティック・ギターのボトルネック奏法でブルース風に演奏し、この曲が本来持っていたメッセージをストレートに提示した。このアレンジは、1982年のアルバム『ネブラスカ』制作の際に作られた原曲に近いものであった。
2002年の『ザ・ライジング』ツアーで、実に14年ぶりのフル・バンドスタイルで披露した。
このアルバムは2012年までに世界で3000万枚以上の売り上げを記録している。
『ローリング・ストーン』誌が選んだ「歴代最高のアルバム500選」において142位に選ばれている。

## 収録曲
Side 1
1. Born In The U.S.A.
2. Cover Me
3. Darlington County
4. Working On The Highway
5. Downbound Train
6. I'm On Fire

Side 2
1. No Surrender
2. Bobby Jean
3. I'm Goin' Down
4. Glory Days
5. Dancing In The Dark
6. My Hometown